# Пертіка-Басса
Пертіка-Басса (італ. Pertica Bassa) — муніципалітет в Італії, у регіоні Ломбардія, провінція Брешія.
Пертіка-Басса розташована на відстані близько 470 км на північ від Рима, 100 км на схід від Мілана, 28 км на північ від Брешії.
Населення — 655 осіб (2014).

## Демографія
Населення за роками:

Станом на 1 січня 2023 року в муніципалітеті офіційно проживали 33 іноземці з 11 країн, серед них 3 громадяни країн Євросоюзу та 3 громадяни України.

## Сусідні муніципалітети
- Колліо
- Лавеноне
- Марментіно
- Пертіка-Альта
- Вестоне